# Attentat d'Issy-les-Moulineaux
L'attentat d'Issy-les-Moulineaux est un attentat à la voiture piégée survenu à Issy-les-Moulineaux en 1962, entraînant la mort de trois personnes et faisant quarante-sept blessés. D'initiative controversée, il est néanmoins à cette époque rapidement attribué à l'Organisation de l'armée secrète, ce que sa délégation officielle a formellement démentie par communiqué. L'enquête confiée à la section criminelle de la police judiciaire n'a jamais abouti à l'identification des auteurs.

## Contexte
L'attentat survient pendant la guerre d'Algérie à quelques jours de la signature des accords d'Évian. Multipliant les initiatives pour que les négociations entre le gouvernement français et le front de libération nationale aboutissent, le bureau national du Mouvement de la paix organise un congrès les 10 et 11 mars 1962 à Issy-les-Moulineaux avec pour mots d'ordre : « Construire la paix en Algérie, en finir avec l'O.A.S., sont actuellement les exigences impérieuses du peuple français. »

## Faits
Le samedi 10 mars 1962, vers 8h10, une violente déflagration retentit au 25, avenue Victor-Cresson à Issy-les-Moulineaux. Un véhicule Renault Estafette corail venait d'être placé devant l'entrée avant d'exploser devant la salle des fêtes où le congrès du Mouvement de la paix se tenait.
Un service d'ordre avait été mis en place : quatre agents de police se trouvaient en faction à proximité immédiate à l'instant de l'explosion. Elle tue sur le coup les gardiens de la paix Roger Pateron et Albert Lavaud, et blesse très grièvement le brigadier-chef Jules Chais et le gardien de la paix Paul Gilles.
Le vaguemestre du séminaire de la ville, M. Gabriel Cordier est également tué et un autobus de la ligne 190 Clamart – Mairie-d'Issy venait d'effectuer un arrêt avec des dizaines d'usagers à son bord.
Des quarante-sept blessés relevés sur place, vingt-sept, dont cinq filles mineures de quinze ans seront hospitalisés. On relève des dégâts importants sur les façades d'habitations et de commerces dans un périmètre de cinq cents mètres environ.

## Réactions

### Un fort ressentiment anti-OAS
Ce drame soulève une très forte réprobation de la population française ; le jour même, dix mille personnes défilent dans les rues d'Issy-les-Moulineaux, répondant ainsi à l'appel du maire socialiste, M. Bonaventure Leca.  Le soir même, le ministre de l'intérieur, M. Roger Frey, donne une allocution télévisée au journal de 20 h et dénonce de manière officielle les « méthodes hitlériennes de l'OAS ». Le lundi, un ordre général de grève est lancé par les principaux syndicats ouvriers dans toute la région parisienne - La commune endeuillée est alors notoirement le fief de la Section Française de l'Internationale Ouvrière. Dès le lendemain de l'attentat, Emmanuel d'Astier de La Vigerie, membre du bureau national du Mouvement de la Paix, dénonce à la fois une carence de la préfecture de police de Paris dans l'organisation de la sécurité de l’événement et désigne formellement l'OAS comme coupable. Les médias évoquent surtout le cas des cinq écolières blessées dans l'explosion, publiant leurs portraits ou proposant un témoignage télévisuel direct.  

### Les dénégations de l'OAS
Dans un tract signé par l'O.A.S.-métropole, Mission-3, A. F. no 25, E. P.A[Quoi ?], l'organisation refuse catégoriquement la responsabilité de l'attentat et voit plutôt « l'œuvre d'authentiques provocateurs », ce que la délégation nationale affirme également dans un communiqué arguant que ces plasticages peuvent être également fomentés par des groupes non identifiés qui prétendent affirmer leur patriotisme. Le responsable de la branche Organisation Renseignements-Opérations de l'OAS-métropole, M. Jean-Marie Curutchet, dénonce alors une rapide exploitation psychologique et médiatique pour diaboliser l'OAS et obtenir l'aval populaire des français vers un cessez-le-feu en Algérie, et un référendum équivoque en métropole. La simple comparaison des avantages retirés à l'adversaire de l'OAS et le préjudice de sympathie subie par celle-ci suffirait à elle seule, selon lui. 

## L'enquête
L'enquête est confiée à la brigade criminelle de la police judiciaire, au 36, quai des Orfèvres, sous l'autorité du commissaire principal Maurice Bouvier. 
Sur son avancée, le député d'Alger-banlieue, M. Marc Lauriol, saisissait le ministère de l'intérieur dans une question écrite datée du 17 mars, étonné de voir que l'OAS était officiellement désignée coupable depuis le premier jour quand la police n'avait alors recueilli aucun élément susceptible d'orienter l'enquête.  
Le 4 avril 1962, le journal français L'Aurore publie un article dans lequel il relaye une information non sourcée indiquant que trois individus, désignés comme « provocateurs », auraient été arrêtés le 31 mars par les services de police, ce que le ministère de l'intérieur a aussitôt démenti, tout en répliquant en portant plainte pour diffusion de fausses informations. M. Robert Lazurick, directeur du quotidien, devait comparaître au tribunal correctionnel en novembre de l'année suivante. 
Les commanditaires et les acteurs de cet attentat ne furent jamais identifiés[réf. souhaitée], toutefois, un membre de l'OAS-Métro rapportait dans le livre de Jean-Bernard Ramon qu'il était le résultat d'une « erreur de  réglage  et  d’appréciation  d’un  de  leurs  militants ».